# 恐山
恐山（おそれざん、おそれやま）は、青森県むつ市に位置する活火山である。カルデラ湖である宇曽利山湖の湖畔には、日本三大霊場の一つである恐山菩提寺が存在する。霊場内に温泉が湧き、共同浴場としても利用されている。恐山を中心にした地域は下北半島国定公園に指定されている。本記事では、恐山と同霊場について詳述する。なお、恐山山地は下北半島の北部を占める山地を指しており、本記事で詳述するいわゆる霊場恐山とは区別される。

## 概説
恐山は、カルデラ湖である宇曽利山湖を囲む外輪山と、円錐形の火山との総称である。最高峰は標高878mの釜臥山。外輪山は釜臥山、大尽山、小尽山、北国山、屏風山剣の山、地蔵山、鶏頭山の八峰。「恐山」という名称の単独峰はない。
古くは宇曽利山「うそりやま」と呼ばれたが、転訛して恐山「おそれやま/おそれざん」と呼ばれるようになった。宇曽利「うそり」は天喜5年（1057年）「扶桑略記」（国史大系）や、「今昔物語」巻25巻（古典大系）にすでに漢字表記として記述に見られ奥州安倍氏に所縁のある地として平安時代から知られていた。

## 火山としての恐山
恐山には史料に残された噴火記録はなく、地質調査の結果からも、最後の噴火は1万年以上前と見られている。しかし、カルデラ内の一部には水蒸気や火山性ガスの噴出が盛んで、気象庁が2007年12月1日より開始した「噴火災害軽減のための噴火警報及び噴火予報」の対象になっている。ただし、噴火警戒レベルを導入した43火山には含まれていない（2019年5月7日現在）。

### 火山性ガス
恐山の「地獄」付近には火山性ガス（亜硫酸ガス）が充満しており、硫黄臭を放出している。むつ市の市街地でも、北西風のときは恐山の火山ガスによる硫黄臭が充満する場合がある。

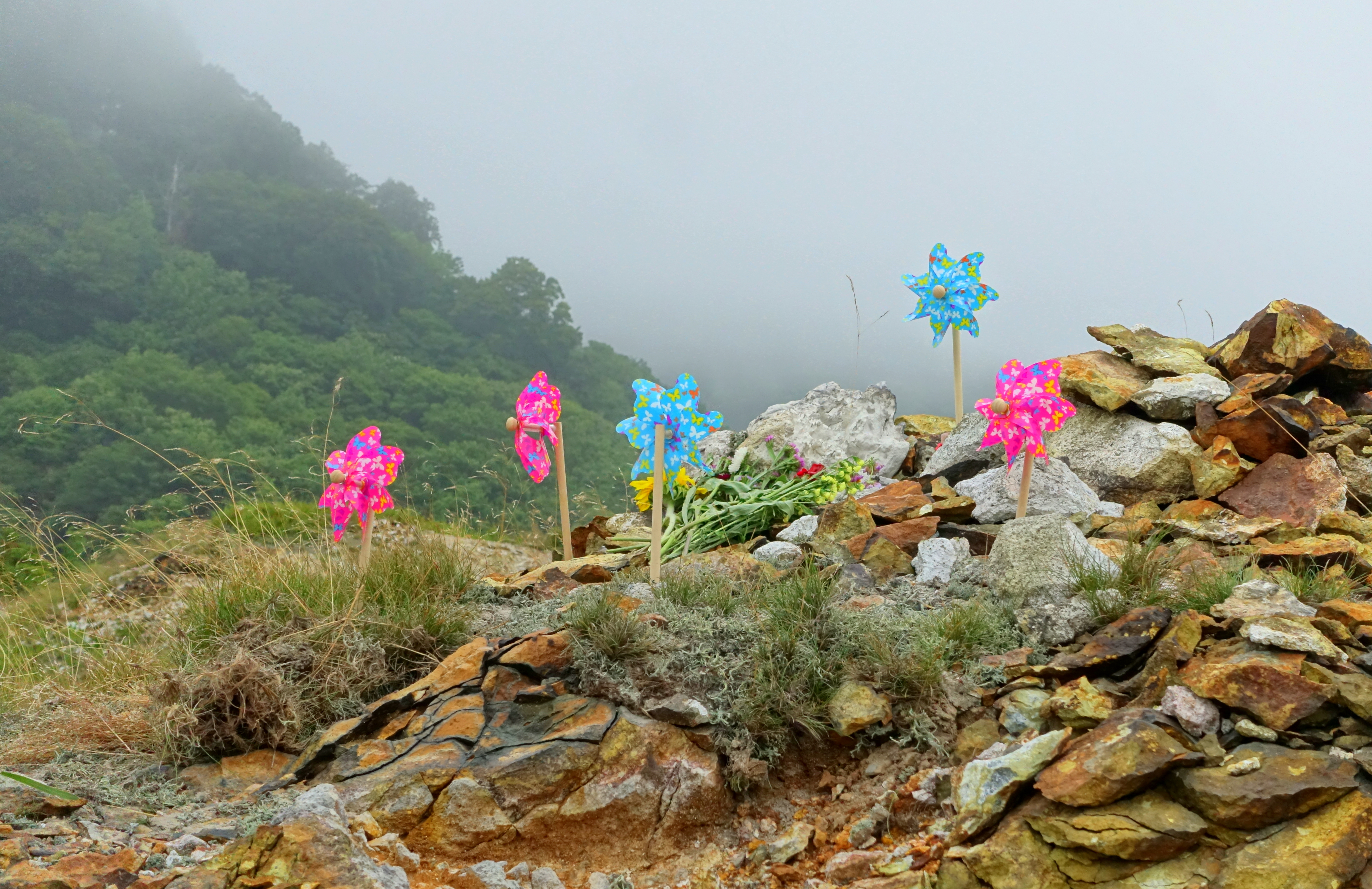
恐山の風車

恐山霊場は火山ガスの影響で、草木が生えず動物が少数しか生息していないことから、これらが地獄や霊場と同一視されるようになった（後述）。また、周辺の川や湖（宇曽利湖など）の透明度が高いのも、川底や湖底から硫化水素が噴出し酸性湖になっているためである。
霊場内には多数の積み石が見られ、独特の景観を形成しているが、これは地面から噴出する有毒な火山ガスを空気と効率よくなじませる効果もある。また、風車も数多く置かれているが、これにも火山ガスの風下に入らないための効果がある。線香、ろうそく、タバコなどの火種は、滞留する火山ガスに着火する可能性があるため、所定の場所以外での使用は禁止されている。

### 鉱物資源
温泉の沈殿物として金の異常濃集体が発見されており、2007年、日本の地質百選に選定された（恐山の金鉱床）。地質調査によると、その金の含有量は鉱石1トン当たり400グラムを上回る箇所もあり、世界でも最高の品質を誇る金の鉱脈である。ただし、金鉱脈が発見されたのは恐山一帯が国定公園に指定された後であったため、新規の鉱山開発は法律で禁止されている。元々、恐山一帯の土壌には高濃度の砒素と硫化水素も含まれており、地面を掘ると生命に危険が及ぶため、本格的な金の採掘自体が不可能とされている。
恐山近辺ではわずかに砂金が取れることが知られており、未然本紀に「初めて金を掘る  是より金銀  巨いに 多くを為す  以後  財宝 微乏は解たり」という記述がある。現代では恐山霊場内で販売されている。

## 霊場としての恐山
宇曽利山湖の湖畔にある恐山菩提寺は日本三大霊場の一つであり、9世紀頃に天台宗の慈覚大師円仁が開基した。本尊は延命地蔵尊。同寺は現在は曹洞宗の寺院であり、本坊はむつ市田名部にある円通寺である。恐山は死者の集まる山とされ、7月の恐山大祭では、恐山菩提寺の境内でイタコの口寄せも行われる（後述）。
- 開山期間 毎年5月1日〜10月31日[2]
- 開門時間 午前6時〜午後6時[2]
- 入山料 500円（2016年5月現在）[2]
- 大祭典 毎年7月20日〜24日[2]
- 秋祭典 毎年10月第2週の三連休[2]

### 信仰
恐山は、地蔵信仰を背景にした死者への供養の場として知られ、古くから崇敬を集めてきた。むつ市を中心に下北地方では「人は死ねば（魂は）お山（恐山）さ行ぐ」と言い伝えられている。山中の奇観を仏僧が死後の世界に擬したことにより参拝者が多くなり信仰の場として知られるようになった。明治・大正期には「恐山に行けば死者に会える」「河原に石を積み上げ供物をし声を上げて泣くと先祖の声を聞くことができる」「恐山の三大不思議（夕刻に河原に小石を積み上げても翌朝には必ず崩れている、深夜地蔵尊の錫杖の音がする、夜中に雨が降ると堂内の地蔵尊の衣も濡れている)」などが俗信された。

### イタコの口寄せ
恐山大祭や恐山秋詣りには、イタコマチ（イタコがテントを張って軒を連ねている場所）に多くの人が並び、イタコの口寄せが行われる。なお恐山で口寄せが行われたのは戦後になってからであり、恐山にイタコは常住していない。また恐山菩提寺はイタコについて全く関与していない。イタコは、八戸や、青森から恐山の開山期間中にのみ出張してきており、むつ市には定住していない。

### 恐山温泉
霊場内には恐山温泉がある。4つの湯小屋は無料（参拝料は必要）であるほか、宿坊にも温泉施設がある。

## 歴史

### 開山
伝承によれば、開山は862年（貞観4年）、開祖は天台宗を開いた最澄の弟子である円仁（慈覚大師）とされている。同年に編纂されたとされている『奥州南部宇曽利山釜臥山菩提寺地蔵大士略縁起』によれば、円仁が唐に留学中、「汝、国に帰り、東方行程30余日の所に至れば霊山あり。地蔵大士一体を刻しその地に仏道を広めよ」という夢告を受けた。
円仁はすぐに帰国し、夢で告げられた霊山を探し歩いた。苦労の末、恐山にたどり着いたと言われている。その中に地獄をあらわすものが108つあり、全て夢と符合するので、円仁は6尺3寸の地蔵大士（地蔵菩薩）を彫り、本尊として安置したとされている。

### 近代
恐山は、江戸期以前より地域住民の信仰の対象であったと考えられるが、近代に入ってもそうした信仰は継続していた。この土地の様子を伝える明治期の早い時期の記録の一つとして、作家の幸田露伴が1892年（明治25年）に訪れた折に記した、紀行「易心後語」がある。
「易心後語」によれば、寺の西側はすでに現在と同様、白い岩石が露出する荒涼とした風景だったとのことで、露伴は「何と無く不気味なる」「怪異なる此山の景色」などと記している。集まった人々が死者を思い、念仏を唱えたり賽銭を投げたりしていた光景も詳しく記され、「血の池」では出産の折に死んだ女性の、「賽の河原」では死んだ子の供養が行われていたことも知られる。また、露伴は境内に湧く温泉も利用しているが、3年後の1895年（明治28年）に博文館から刊行された『日本名勝地誌』「東山道之部下」によれば、粗末ながら5ヶ所の浴場が設営されていたとのことである。
また、この場所の岩石について、「易心後語」には「岩にさへ赤鬼青鬼等の名ある」としか記されておらず、『日本名勝地誌』も「血ノ池」「畜生道」ほか八大地獄などの称があることを伝えるのみだが、1911年（明治44年）に円通寺が刊行した『奥州南部恐山写真帖』によって、現在も見ることができるような露岩に「鬼石」「剱之山」「修羅地獄」「大王石」といった名前がつけられていたことがわかる。
なお、その後、この宇曽利湖北岸には硫黄鉱山が設けられ、寺の境内も鉱区に含まれていた。寺の東側に下北鉱山区（現在温泉がある場所）、地蔵山西側に宇曽利鉱区、東側に八滝鉱山があり、県道周辺に飯場や遊廓などがあった。当時、硫黄は火薬の原料として貴重であり、硫黄の産出は軍事機密に直結することから、高い秘匿措置がなされていた。当初は三井鉱山によって採掘が行われ、後に王子製紙の所有となっていた。『日本名勝地誌』に「本道なるを以て甚だ嶮ならず」と記され、明治期からよい道であったことがうかがえる恐山街道も、鉱石運搬用道路としてさらに整備が進められ、現在は観光の便に益している。

### 戦後
これらの鉱山は戦後、石油から硫黄分を大規模に抽出する方法が実用化されたことにより、硫黄原石の価値が暴落したため、1969年（昭和44年）に閉山された。現在でも山内には鉱山の遺構が存在し、土木工事の痕跡も残っている。
また、恐山山地は火山活動の影響で鉱物資源が豊富に存在していたため、恐山の硫黄鉱山のほか、川内町の安部城鉱山（金、銀、銅）、陸奥鉱山（金、銀）、葛沢鉱山（金、黄鉄鉱）、西又鉱山（鉛、亜鉛、黄鉄鉱）、大揚鉱山（黄鉄鉱）、大畑町の大畑鉱山（砂鉄）、大間町山間部の青森鉱山（銅）、佐井村の佐井鉱山（チタン）、千国鉱山（マンガン）など多数の鉱山があったが、現在はすべて閉山している。

## 交通手段
- 東日本旅客鉄道（JR東日本）大湊線下北駅から下北交通恐山行で、終点下車（むつバスターミナル経由は開山期間のみ1日3往復運行。ただし恐山大祭期間中・秋詣り期間中・大湊線臨時列車運転日は増発あり[14]。赤平経由は1日1往復運行で、開山期間のうち5月1日〜9月30日間の運行。）。
  - 2001年までは、廃線となった下北交通大畑線（旧国鉄大畑線）田名部駅から恐山行きのバスが出ていた。
- むつ市田名部より恐山街道（青森県道4号）。山門前に約300台駐車可能の駐車場有り。無料。

## 画像

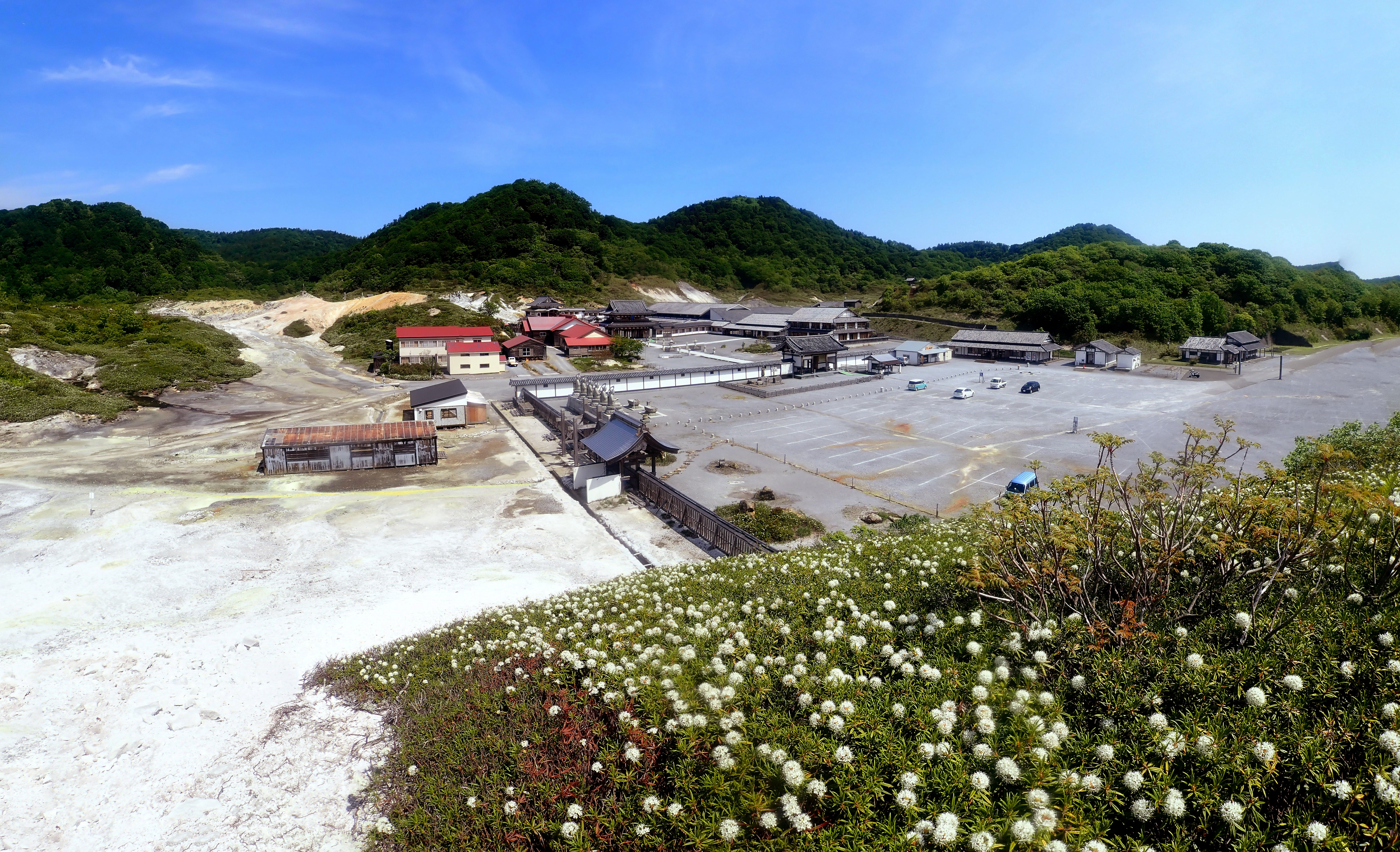
寺院周辺
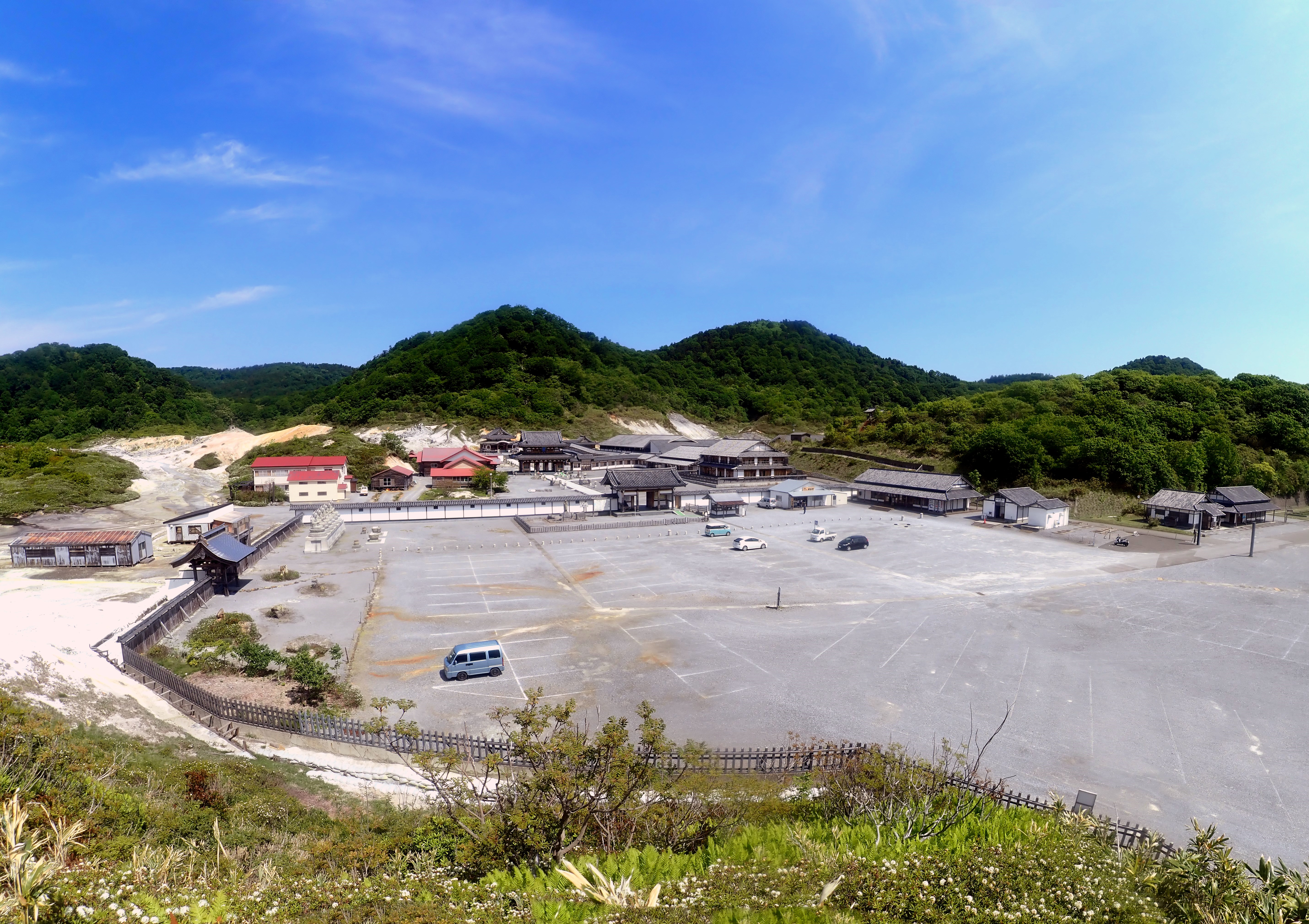
寺院周辺
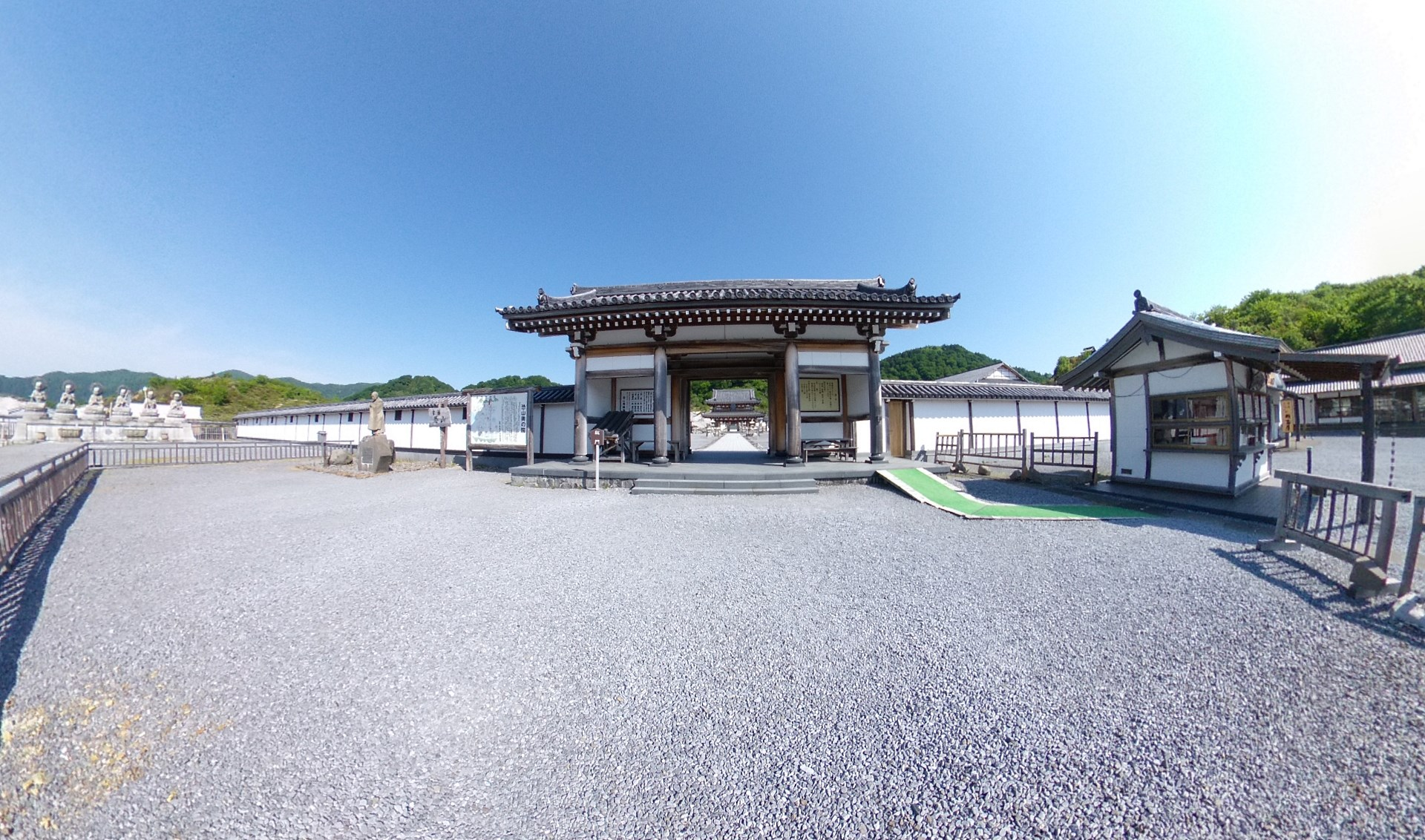
恐山菩提寺 総門
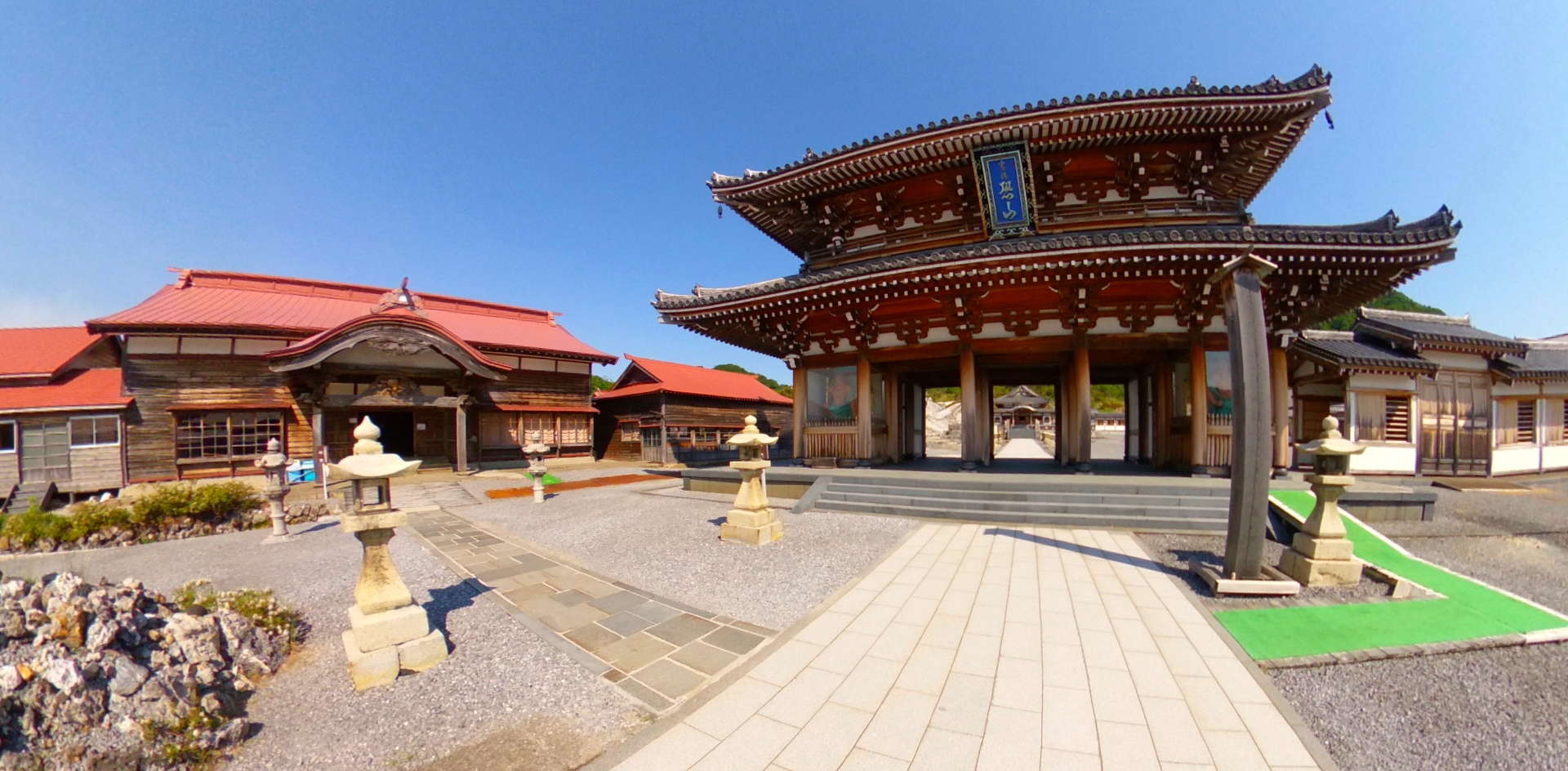
山門と本堂
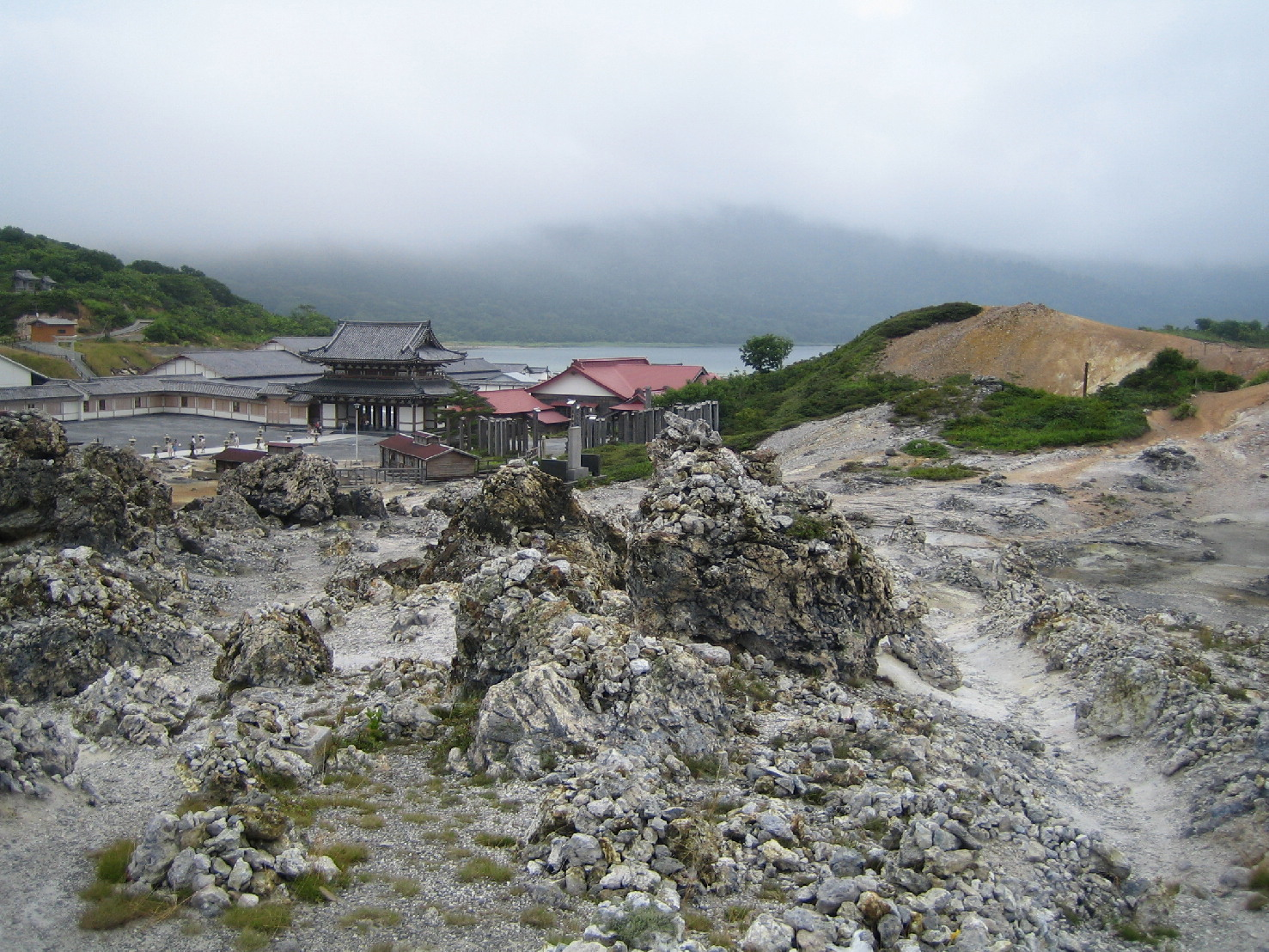
恐山 奥に見えるのは宇曽利湖
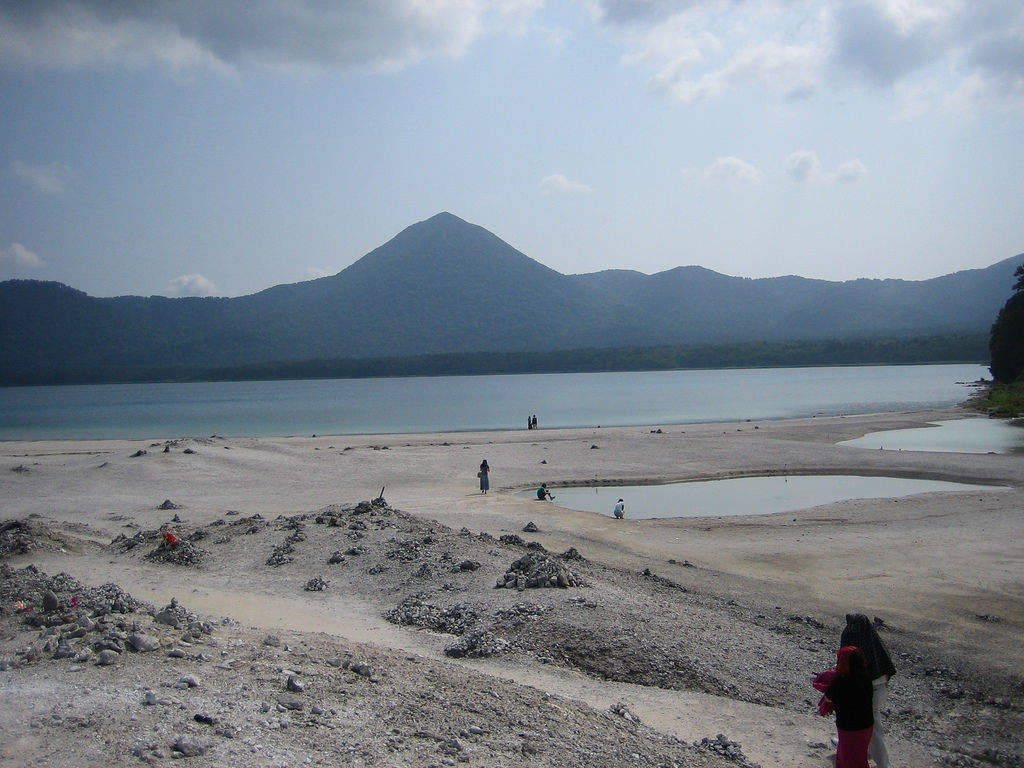
極楽浜から臨む宇曽利湖
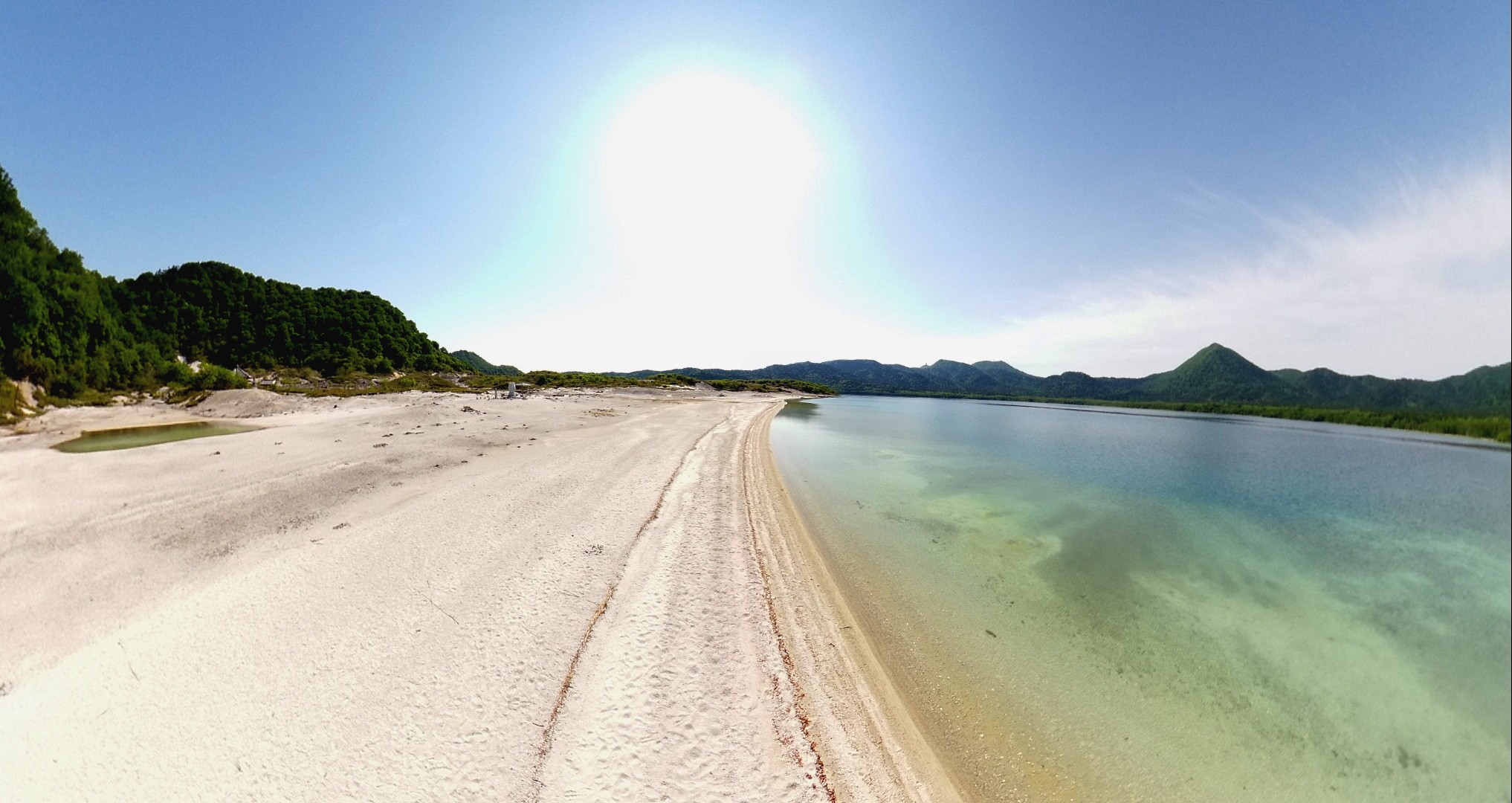
極楽浜
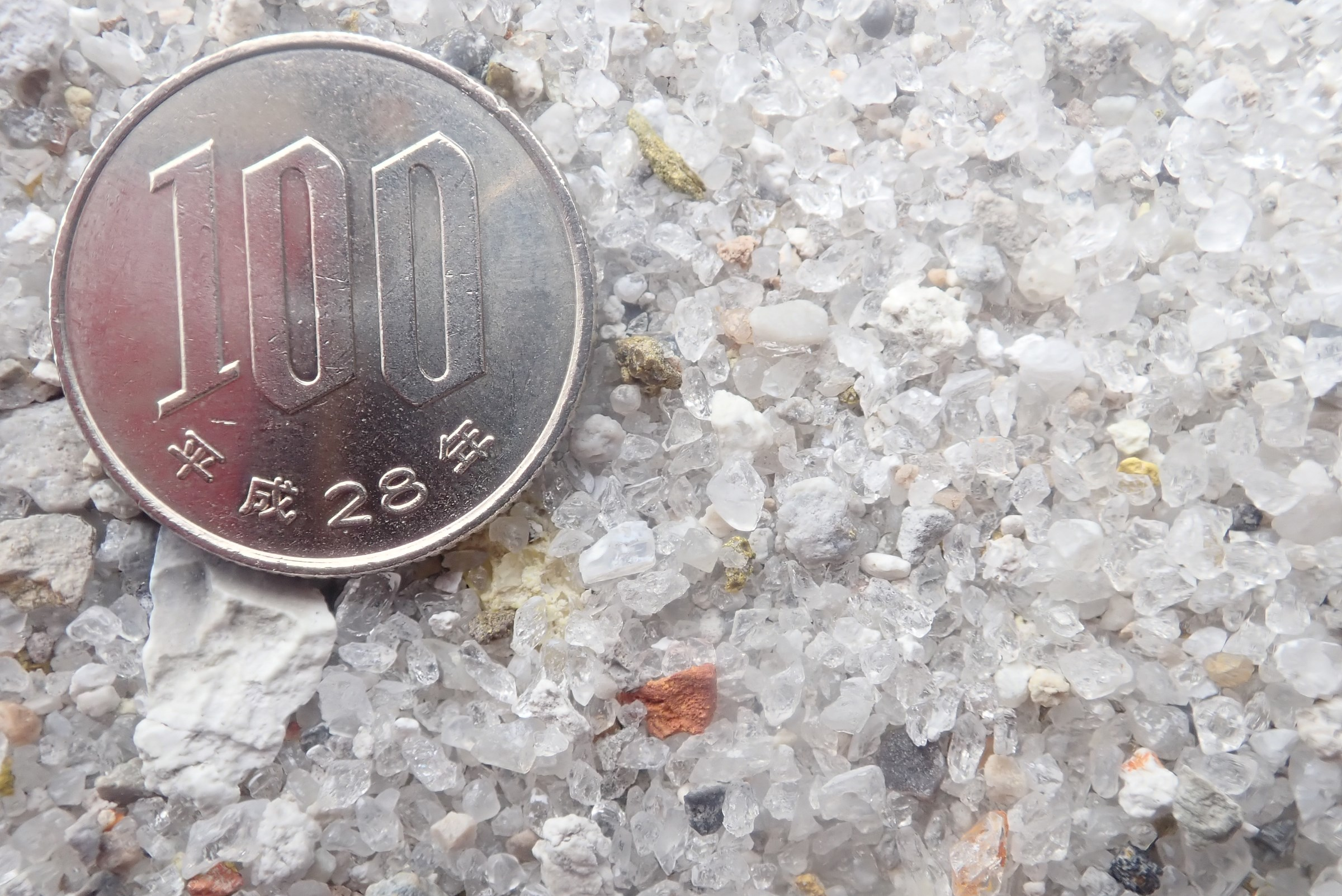
極楽浜の砂
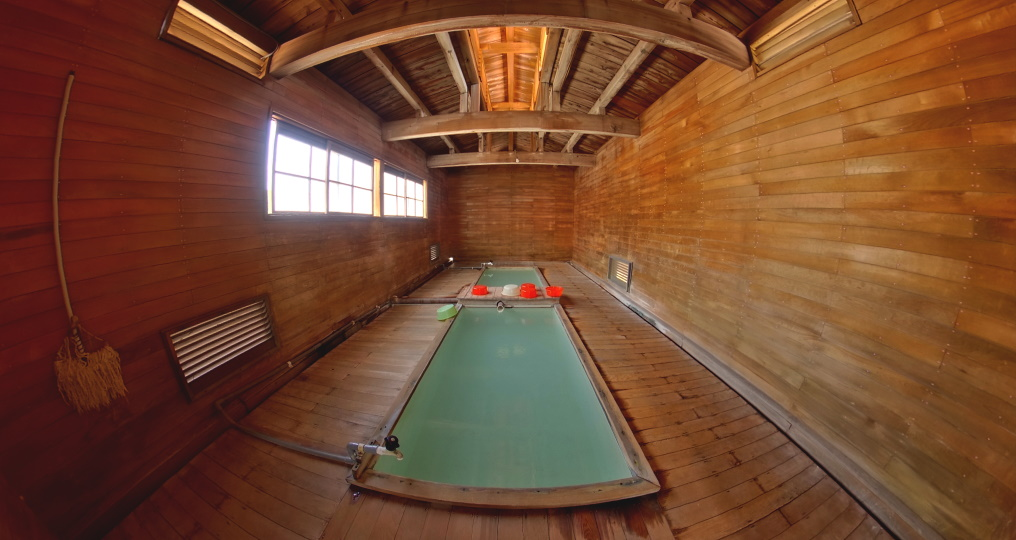
薬師の湯内部
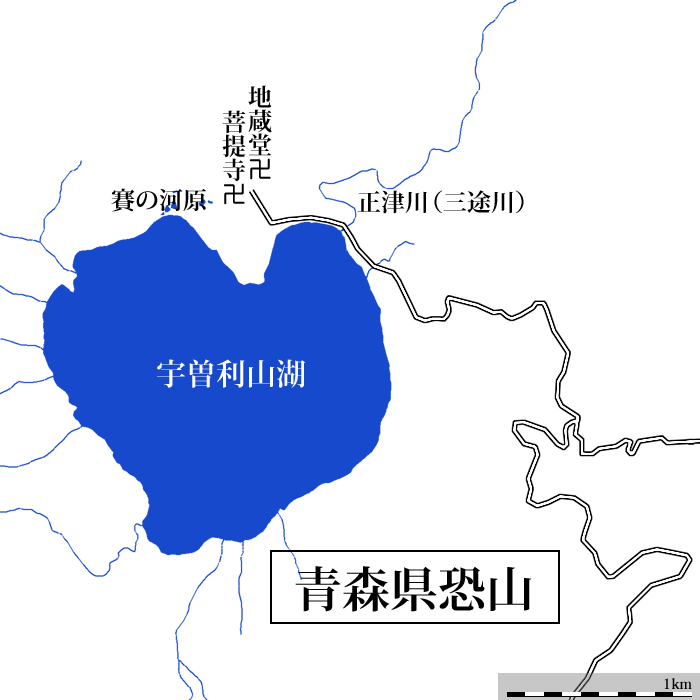
恐山周辺地図

## 恐山の冷水

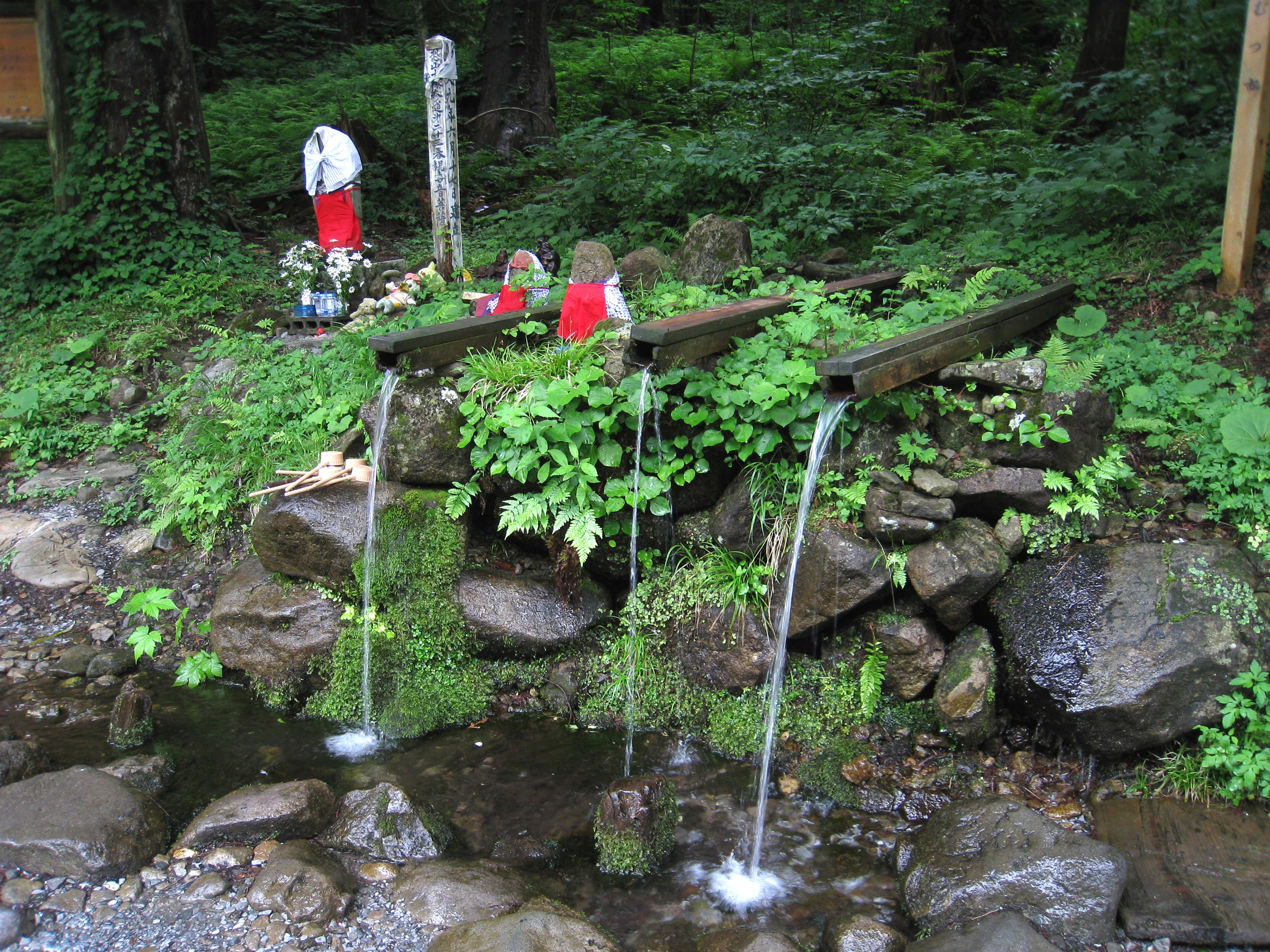
恐山冷水

むつ市街から恐山霊場に至る恐山街道（青森県道4号）には途中、恐山の冷水（ひやみず）がある。飲めば若返る名水と言い伝えられているが、濾過や殺菌処理がされていない生水であるため、一度煮沸してから飲用するよう推奨されている。